# Feria de Melilla
La Feria de Melilla, también conocida como la Feria de Septiembre, es una de las festividades más importantes de la ciudad autónoma de Melilla, celebrada en honor a su Patrona, la Virgen de la Victoria. Esta festividad tiene sus raíces en el siglo XVI y ha evolucionado a lo largo de los siglos hasta convertirse en una celebración de gran relevancia cultural y social.

## Historia
Los primeros festejos patronales documentados en Melilla datan de 1571, cuando la ciudad comenzó a rendir homenaje a la Virgen de la Victoria. En sus inicios, la celebración consistía en un mercado medieval en Melilla la Vieja, donde se instalaban talleres de cerámica, juguetes de madera, alimentos elaborados de manera tradicional, y otros productos artesanales. Esta tradición perduró hasta 1902.
En 1903, la feria se trasladó a la avenida General Macías y calles adyacentes del barrio del Mantelete/Barrio Héroes de España, donde se celebró entre 1903 y 1904. Posteriormente, se ubicó en el parque Hernández, y en la Plaza de España, donde permaneció hasta 2007. Desde 2008, la feria se celebra en la Plaza de San Lorenzo, un entorno moderno que alberga el recinto ferial.

## Actividades
Tradicionalmente, se lleva a cabo en la primera quincena de septiembre y se divide en dos grandes partes: la Feria de Día y la Feria de Noche. La festividad abarca un amplio abanico de actividades culturales, religiosas, taurinas y de entretenimiento, con una variada programación que atrae tanto a melillenses como a turistas de todas las edades.

### Feria de Día
Durante el día, el recinto ferial se llena de vida con una gran animación. Se instalan casetas particulares y oficiales, donde los visitantes pueden disfrutar de la gastronomía melillense, conocida por su diversidad multicultural, al ritmo de rumbas, sevillanas y otros estilos de música tradicional. Además, se celebran actuaciones de grupos rocieros, peñas y asociaciones culturales, creando un ambiente festivo.
El Espacio Joven ofrece actividades especiales para el público más joven, con actuaciones de DJs locales, conciertos de bandas emergentes y fiestas temáticas. Este espacio se convierte en el centro de la diversión juvenil durante la feria.

### Feria de Noche

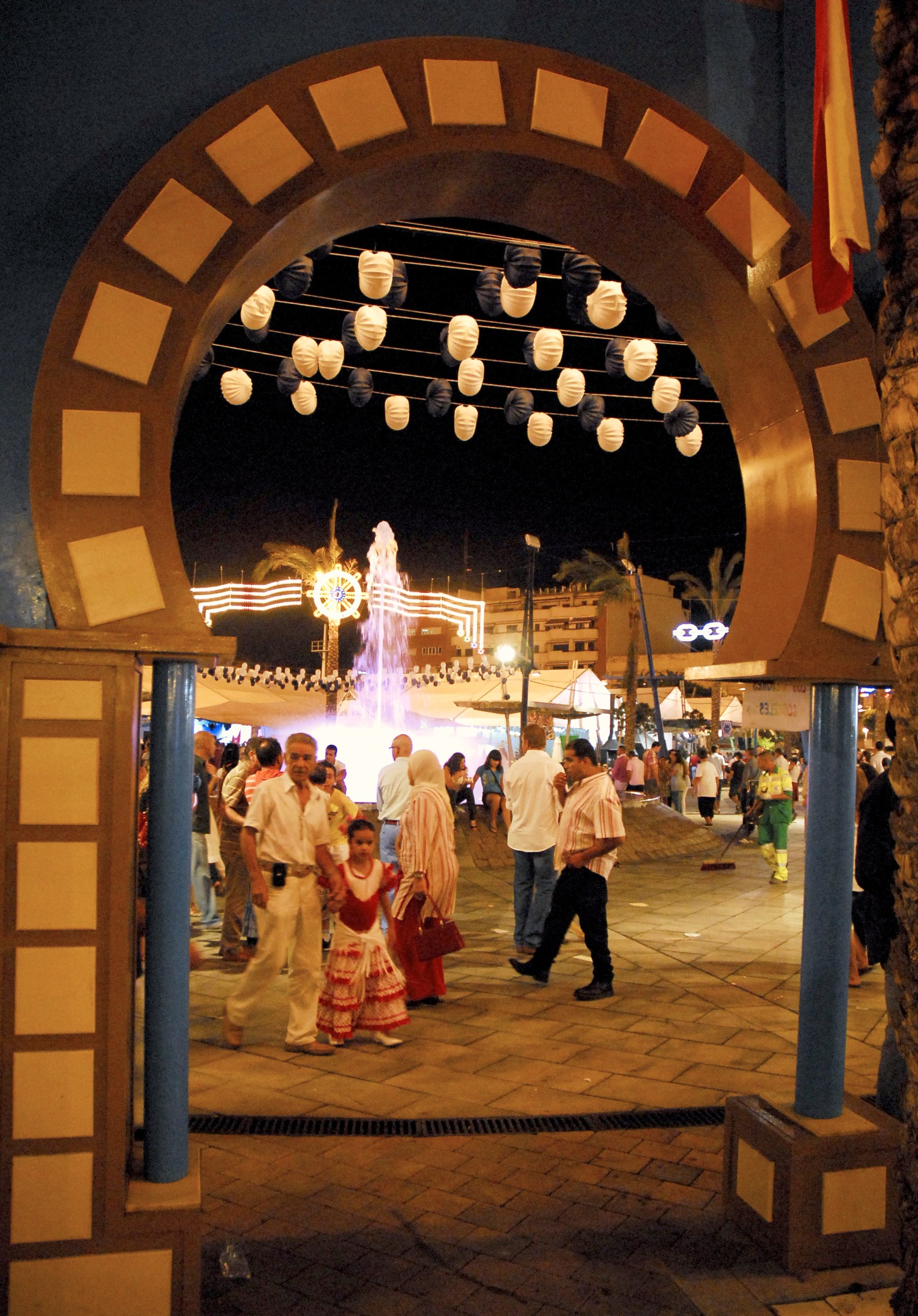
Vista de un rincón de la feria de noche.

Por la noche, el ambiente de la feria se transforma. Las casetas y las calles del recinto se iluminan con luces de colores, creando un ambiente mágico. En la Caseta Oficial de Festejos, se llevan a cabo conciertos y actuaciones de artistas de primer nivel, tanto nacionales como locales. Entre los artistas destacados en la Feria de Melilla 2024 se encuentran Antonio José, Maikel Delacalle, India Martínez, La Húngara y muchos más.
El recinto ferial también cuenta con una gran variedad de atracciones mecánicas y puestos ambulantes. Las atracciones más populares incluyen los coches de choque, la ranita, la casa del terror, y la olla o pulpo, entre otras. Además, se instalan numerosos puestos de comida ambulante, ofreciendo desde chocolate con churros hasta hamburguesas artesanales y pollo asado. Estos puestos, junto con las atracciones, añaden un toque especial a la feria, brindando entretenimiento para toda la familia.

### Eventos taurinos

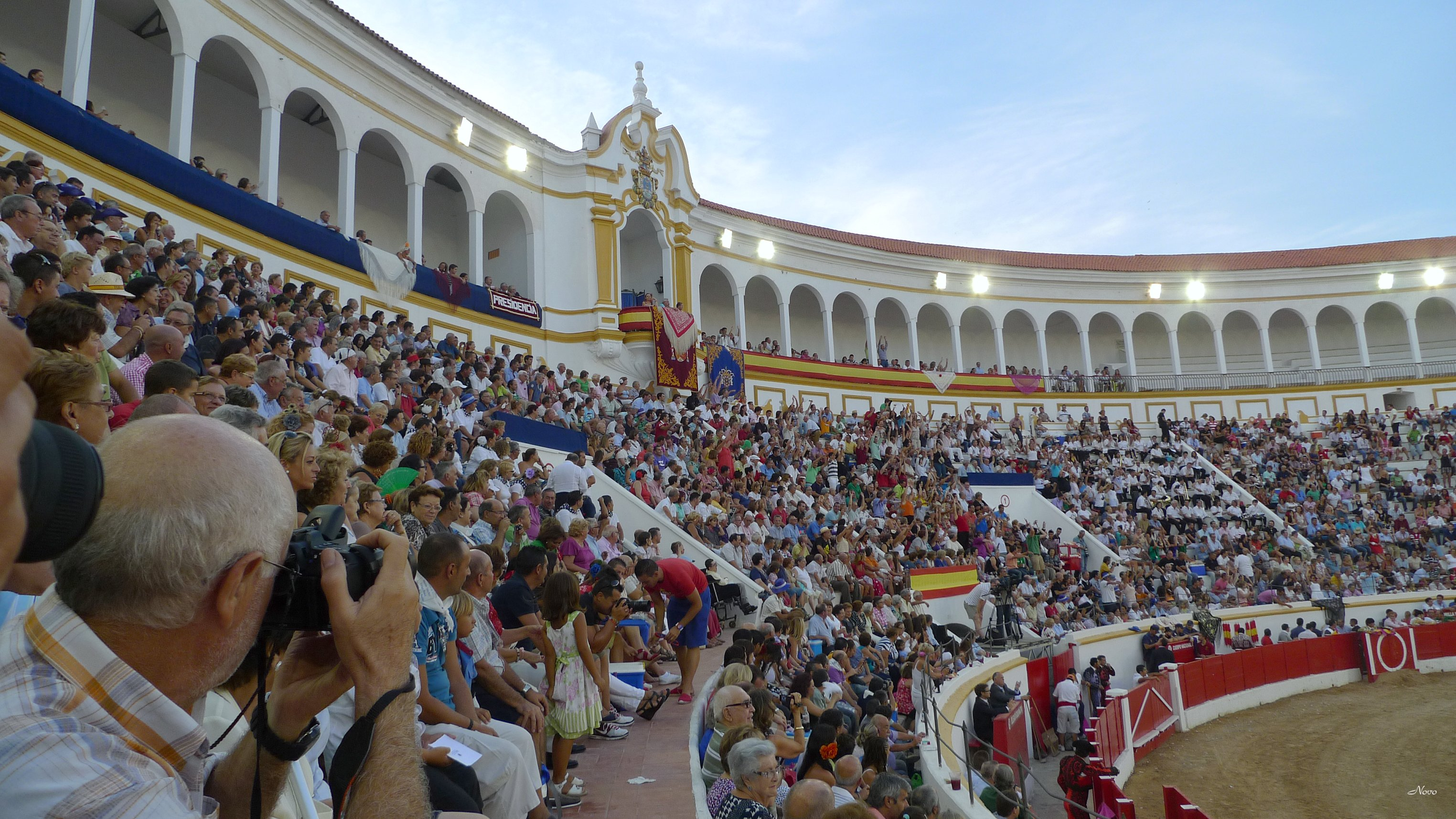
Plaza de toros de Melilla

La tauromaquia forma parte del alma de la Feria desde hace décadas, consolidándose como una de sus tradiciones más arraigadas. El epicentro de esta expresión cultural es la histórica Plaza de Toros de Melilla, , conocida popularmente como la  "Mezquita del Toreo", inaugurada el 6 de septiembre de 1947. Con un marcado estilo neobarroco y capacidad para 8.000 espectadores, este coso no solo destaca por su arquitectura, sino también por ser la única plaza de toros activa en todo el continente africano.
Por su ruedo han pasado algunas de las grandes leyendas del toreo español, entre ellas Domingo Ortega, Luis Miguel Dominguín, Manolete, El Cordobés, Enrique Ponce, Jesulín, Morante de la Puebla, y El Juli, consolidando su estatus como escenario de primer nivel en el circuito taurino. Año tras año, y a pesar de los cambios en la sensibilidad social, el cartel taurino de la feria sigue siendo uno de los momentos más esperados del programa festivo.

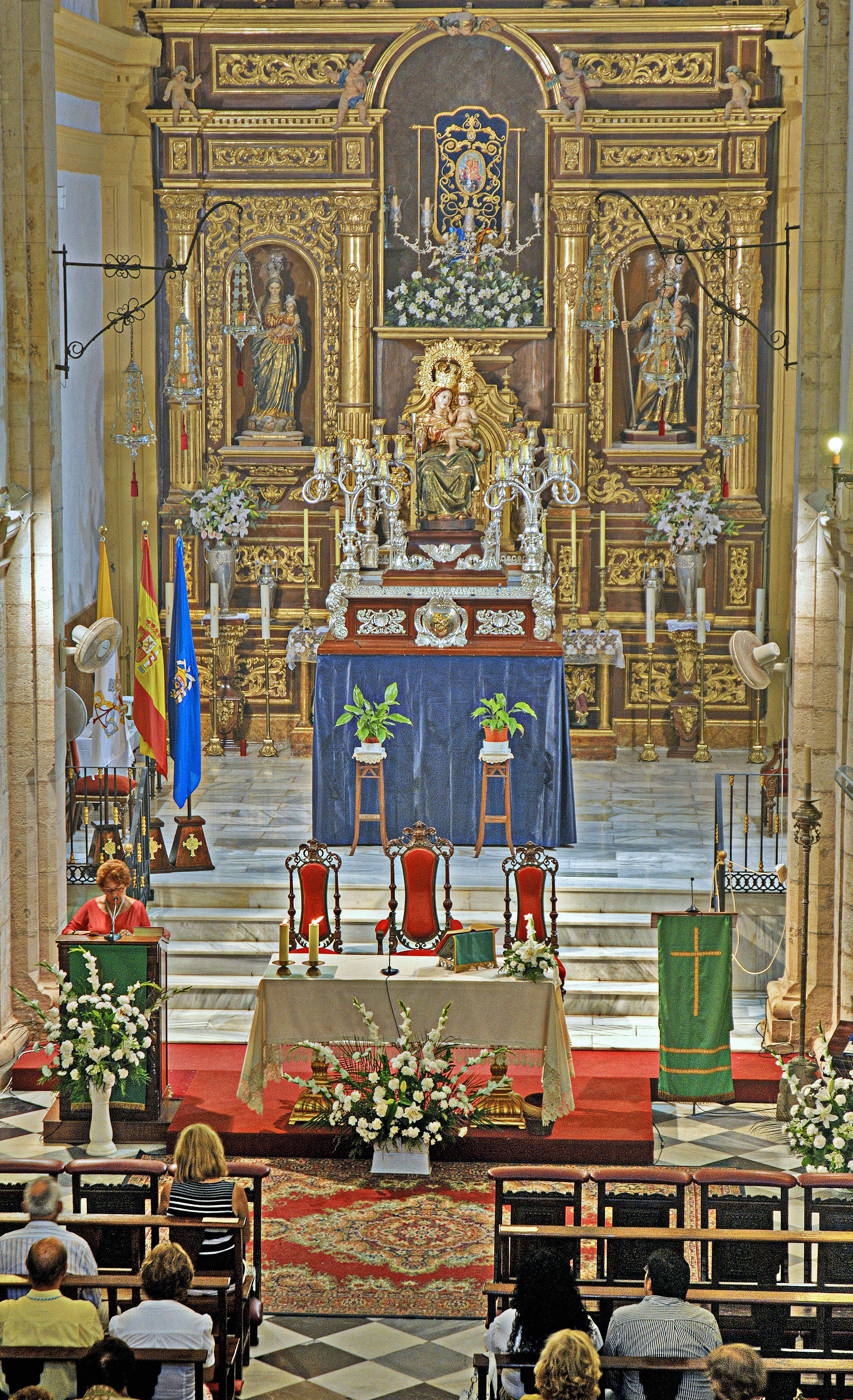
Misa en honor a la Virgen de la Victoria

### Actos religiosos
Un componente esencial de la Feria de Melilla es su fuerte vinculación con los actos religiosos en honor a la Virgen de la Victoria. Antes del 8 de septiembre, se celebra un novenario, con misas, rezos del Rosario y diversas celebraciones religiosas. Además, se realizan actos como la bendición de embarazadas y la unción de enfermos para mayores de 60 años.
El 8 de septiembre, día de la Virgen de la Victoria, se celebra una función litúrgica solemne por la mañana. Por la tarde, tiene lugar la tradicional procesión de alabanzas, en la que la imagen de la Virgen, Coronada y Alcaldesa Perpetua de Melilla, es trasladada desde su santuario en las murallas hasta el Ensanche Modernista, en un acto cargado de emoción y devoción.

## Gastronomía

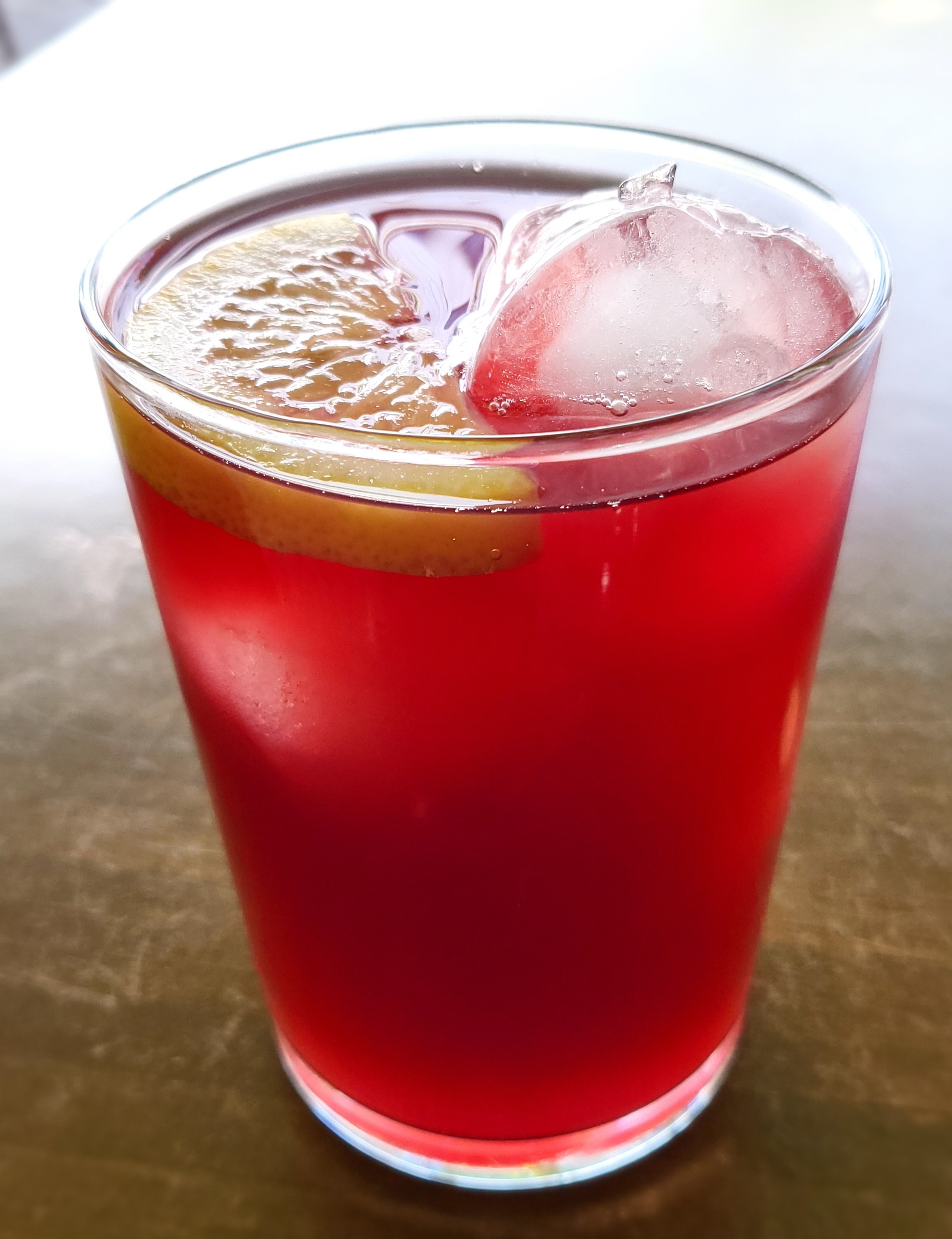
Tinto de verano

La Feria de Melilla es también una oportunidad para disfrutar de la gastronomía local, que refleja la diversidad cultural de la ciudad. Entre los platos más demandados se encuentran la paella, los tradicionales pinchitos morunos y el pescado frito, servidos tanto en las casetas como en los puestos ambulantes del recinto ferial. Además, una de las jornadas más esperadas por los asistentes es el “Día de la Tapa”, donde las casetas adheridas ofrecen tapas variadas acompañadas de una consumición por solo un euro. Este evento fomenta la participación y el recorrido gastronómico entre casetas, convirtiéndose en una cita imprescindible. Las tapas suelen estar acompañadas de bebidas típicas como el Cartojal, muy popular en ferias del sur, o el refrescante tinto de verano, que maridan a la perfección con el ambiente festivo del mediodía.

## Casetas de la Feria de Melilla
Las casetas son uno de los elementos más característicos y tradicionales de la Feria de Melilla, aportando identidad, diversidad y vida al recinto ferial. Se trata de espacios gestionados por asociaciones, peñas, partidos políticos, clubes deportivos, cofradías, entidades vecinales o instituciones, donde se ofrecen actividades culturales, gastronomía, música y ambiente festivo.

### Distribución y funcionamiento
En la edición de 2024, se instalaron 21 casetas oficiales, cada una con programación propia, menús y propuestas temáticas. Estas casetas estuvieron distribuidas a lo largo del recinto ferial y constituyeron el principal punto de encuentro social durante el día y la noche. Algunas casetas ofrecieron ambiente familiar y tradicional, mientras que otras apostaron por un enfoque más juvenil o temático.
Además de estas, se habilitaron espacios específicos como la Caseta Infantil, con actividades recreativas para niños, y el Espacio Joven, orientado al público adolescente y adulto joven, con fiestas temáticas, DJs locales y conciertos de nuevos talentos.
Todas las casetas de 2024 contaron también con un Punto Violeta, una iniciativa de concienciación contra la violencia de género que incluía cartelería, información de prevención y códigos QR con acceso a guías de actuación.

### Casetas emblemáticas
A lo largo de los años, algunas casetas han alcanzado un estatus especial por su historia y continuidad. Una de las más emblemáticas es la Peña Bética Melillense, fundada en 1981 cuando la feria aún se celebraba en el parque Hernández. Esta caseta ha mantenido su esencia de ambiente familiar, ofreciendo comida de calidad a precios populares y convirtiéndose en punto de referencia para generaciones de melillenses.
Otro ejemplo icónico es la churrería “Los Especiales”, gestionada por una familia originaria de Algeciras. Con casi 50 años de presencia en la feria, es conocida por su chocolate con churros, y ha pasado a formar parte de la tradición ferial de Melilla como una parada imprescindible para los asistentes.

### Diversidad de entidades participantes
Entre las casetas más representativas en 2024 se incluyeron:
- Caseta Oficial de la Feria, donde se realizaron los principales conciertos y recepciones institucionales.
- Casa Regional de Ceuta en Melilla, con propuestas culturales y gastronómicas.
- Clubes deportivos como el Melilla Club Deportivo, LPV Melilla o 16 Entrenadores.
- Peñas y cofradías como Los Costaleros, la Cofradía del Nazareno o la Tuna de Empresariales.
- Asociaciones vecinales como las del barrio del Industrial y Casino del Real.
- Entidades políticas y sociales, entre ellas el Partido Popular y Vox.
- Televisión Melilla, con programación en directo y actividades interactivas.

## Traje tradicional

### Traje de flamenca o gitana

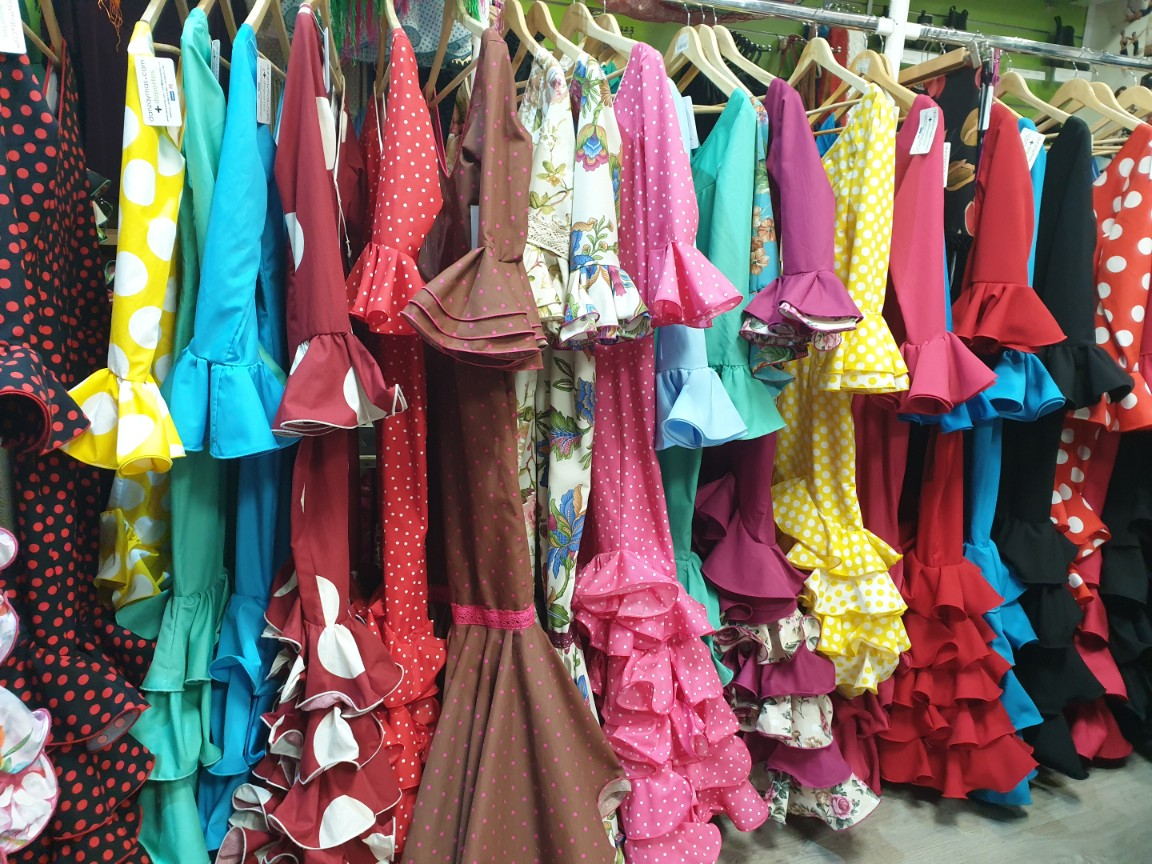
Vestidos de flamenca

Aunque Melilla no pertenece a Andalucía, su feria ha adoptado muchas de las tradiciones andaluzas, entre ellas el uso del traje de flamenca, también conocido como traje de gitana.
- Se caracteriza por el vestido largo con volantes en mangas y faldas, ajustado al cuerpo y con colores vivos o lunares.
- Suele ir acompañado de mantón, flores en el pelo, peinecillos y pendientes grandes.
- Es habitual ver a muchas mujeres melillenses vestidas así durante la Feria de Día, especialmente en casetas rocieras o actos relacionados con el folclore andaluz.

### Traje corto masculino
Los hombres, especialmente los vinculados a peñas o asociaciones andaluzas, pueden vestir el traje corto típico del campo andaluz:
- Pantalón ajustado, camisa blanca, chaquetilla corta y sombrero cordobés.
- También es común el uso de camisas con fajín o tirantes para un estilo más informal pero tradicional.

## Programación televisiva de la Feria de Melilla
La programación televisiva de la Feria es una de las principales fuentes de información y entretenimiento durante las festividades patronales en honor a la Virgen de la Victoria. Las principales cadenas locales, Televisión Melilla (TVM) y Popular TV Melilla, ofrecen una cobertura especial que incluye actuaciones en directo, entrevistas, reportajes y retransmisiones de eventos destacados.

### Televisión Melilla (TVM)

Televisión Melilla

TVM ofrece una programación especial durante la Feria de Melilla, con más de 36 horas de emisión en directo. La cadena instala un set en el recinto ferial desde donde se realizan entrevistas, actuaciones en vivo y conexiones con diversas casetas.
Además de la programación en directo, TVM ofrece una cobertura completa de los festejos taurinos, el acto de reconocimiento al Melillense del Año y las actividades programadas en el recinto ferial. La programación se puede seguir en directo a través de su página web oficial.

### Popular TV Melilla
Popular TV Melilla también realiza una cobertura especial de la Feria de Melilla, emitiendo en directo desde el recinto ferial. En ediciones anteriores, la cadena ha instalado un set en el recinto, donde se realizan programas en vivo que incluyen entrevistas, actuaciones y reportajes sobre las festividades.

## Repercusión socioeconómica
La Feria de Melilla 2024 tuvo un impacto significativo en la economía local. Según datos proporcionados por el Gobierno de la ciudad autónoma, la feria generó una actividad económica superior a los 4 millones de euros, creando cerca de 800 empleos directos e indirectos. Estos puestos de trabajo se distribuyeron entre las 22 casetas, las 36 atracciones y los 65 puestos de comida ambulante instalados en el recinto ferial. Además, más de 140 empresas participaron en el montaje y desmontaje de las instalaciones, lo que subraya la magnitud del evento en términos de empleo y actividad económica.
La feria también tuvo un impacto en el ámbito cultural y social de la ciudad. Los 12 conciertos realizados en la Caseta Oficial y el Espacio Joven atrajeron a miles de asistentes, con una ocupación de público que alcanzó el 83% de aforo. Esto refleja una alta participación ciudadana en las actividades programadas.

## Transportes
Durante la Feria de Melilla, la Cooperativa de Ómnibus de Melilla (COA) pone en funcionamiento servicios especiales de autobuses urbanos que conectan distintos barrios de la ciudad con el recinto ferial, permitiendo a los ciudadanos acceder a las celebraciones con mayor comodidad y seguridad. Además, se habilita un servicio especial de taxis, con paradas específicas en las inmediaciones del recinto.

### Servicios especiales de feria
Estos servicios extraordinarios se activan durante toda la semana de feria, con horarios ampliados para cubrir tanto la franja vespertina como la nocturna. Funcionan entre las 22:00 y las 04:00 horas en días laborales y hasta las 06:00 horas los fines de semana y vísperas de festivos.

#### Líneas y trayectos
- Línea Especial 1  Puente del Mineral – General Astillero – Barrio del Real – Álvaro de Bazán – Centro de mayores
- Línea Especial 2  Centro de mayores – Plaza de España – Torres Quevedo – Cabrerizas – Plaza Martín de Córdoba – Barriada de la Constitución – Barrio de la Victoria – Centro de mayores

#### Tarifas
- Billete sencillo: 0,90 €
- Con tarjeta monedero: 0,40 €
- Tarjeta joven, infantil, pensionista o familia numerosa: 0,27 €

Los autobuses circulan con una frecuencia de entre 30 y 40 minutos, dependiendo de la línea.

### Taxis
Para complementar el transporte público, se habilita un servicio especial de taxis durante la feria. Un total de 30 taxis están disponibles en una parada temporal ubicada en la calle Actor Tallaví, operando entre las 22:00 y las 6:00 horas. Este servicio es especialmente útil para los asistentes que prefieren un medio de transporte más directo al recinto ferial.